# Nadżib Ahmad
Nadżib Ahmad Ali (arab. نجيب أحمد علي) – egipski zapaśnik walczący w stylu klasycznym. Złoty medalista igrzysk afrykańskich w 1991 i srebrny w 1995. Zdobył cztery medale na mistrzostwach Afryki, złoty w 1990 i 1994. Trzeci na igrzyskach panarabskich w 1992. Mistrz arabski w 1995. Czwarty w Pucharze Świata w 1991 i piąty w 1994 roku.